# Schinzel-Giedion-Syndrom
Das Schinzel-Giedion-Syndrom ist ein angeborenes Fehlbildungssyndrom mit charakteristischen Gesichts- und  Skelettveränderungen und geringer Lebenserwartung.
Die Bezeichnung bezieht sich auf die Autoren der Erstbeschreibung aus dem Jahre 1978 durch den österreichischen Humangenetiker Albert Schinzel und den schweizerischen Kinderradiologen Andres Giedion.
Die Erkrankung ist nicht mit dem auch als Schinzel-Syndrom bezeichneten Ulna-Mamma-Syndrom zu verwechseln.

## Verbreitung
Die Häufigkeit wird mit unter 1 zu 1.000.000 angegeben, die Vererbung erfolgt autosomal-dominant.

## Ursache
Der Erkrankung liegen Mutationen im SETBP1-Gen im Chromosom 18 am Genort q12.3 zugrunde.

## Klinische Erscheinungen
Klinische Kriterien sind:
- Verkürzte Schädelbasis, eingesunkenes Mittelgesicht, Choanalatresie oder -stenose
- Prominente Stirn, Hypertelorismus, eingesunkene Nasenwurzel
- Kurzer Hals mit relativ viel Haut
- Postaxiale Polydaktylie, Hypoplasie der Endglieder der Fingerknochen und Nägel, Vierfingerfurche
- Herzfehler
- Nierenfehlbildungen (Hydronephrose)
- Genitalfehlbildungen wie Mikropenis, Hypospadie, Labienhypoplasie
- Klumpfuß, Hypertrichinose (vermehrte Körperbehaarung)
- Kleinwuchs, schwerste Entwicklungsretardierung

## Einteilung
Nach den klinischen Befunden wurde folgende Typisierung vorgeschlagen:
- Typ I „komplexer und klassischer Typ“ Entwicklungsverzögerung, Gesichtsauffälligkeiten kombiniert mit Hydronephrose oder zwei Skelettanomalien
- Typ II „mittlerer Typ“ Entwicklungsverzögerung und Gesichtsauffälligkeiten ohne weitere Merkmale
- Typ III „einfacher Typ“ Entwicklungsverzögerung, hauptsächlich verspätete Sprachentwicklung

## Diagnose
Im Röntgenbild findet sich eine Sklerosierung der Schädelbasis, eine fehlende Fusionierung der Schädelknochen mit weit offenen Fontanellen und Schädelnähten sowie zahlreiche Schaltknochen
Zusätzlich liegen verbreiterte Rippen und abnorm lange Schlüsselbeine vor, eine hochgradige Hypoplasie von Os parietale und Os frontale sowie der Schambeinknochen.
Durch Nachweis der Nierenfehlbildungen mit Sonographie kann bereits im Mutterleib eine Verdachtsdiagnose gestellt werden.

## Heilungsaussicht
Viele Kinder sterben bereits in den ersten Lebenswochen.
Die überlebenden Kinder entwickeln in den folgenden Monaten eine Krampfneigung.